# Правобережний
Правобере́жний (рос. Правобережный) — селище у складі Сарактаського району Оренбурзької області, Росія.

## Населення
Населення — 81 особа (2010; 87 у 2002).
Національний склад (станом на 2002 рік):
- росіяни — 74 %